# Harry Stuart Goodhart-Rendel
Pour les articles homonymes, voir Goodhart.
 (février 2020).
Si vous disposez d'ouvrages ou d'articles de référence ou si vous connaissez des sites web de qualité traitant du thème abordé ici, merci de compléter l'article en donnant les références utiles à sa vérifiabilité et en les liant à la section « Notes et références ».
Harry Stuart Goodhart-Rendel (1887, Cambridge - 1959, Westminster, Londres) est un architecte, musicien et écrivain anglais.

## Biographie
H. S. Goodhart-Rendel, né en 1887, est le fils de Harry Goodhart, footballeur international et professeur de latin à l’université d’Édimbourg, et de Rose Ellen Rendel, fille de l’industriel et philanthrope Stuart Rendel (1er baron Rendel).
Il étudie à l’Eton College et au Trinity College avant de s’orienter vers une carrière d’architecte. Sa pratique architecturale débute dans les années 1910 et, après la guerre, il devient l’un des architectes les plus prisés de sa génération. Il est élu au conseil de la R.I.B.A. en 1926 et en devient le président de 1937 à 1939. En 1936, il est nommé directeur de l’Architectural Association School of Architecture et il enseigne de 1933 à 1936 à l’université d’Oxford en tant que Slade Professor of Fine Art. Il meurt le 21 juin 1959 à l’âge de 71 ans.

## Publications
- Harry Suart Goodhart-Rendel, Nicholas Hawksmoor, New York, Charles Scribner's Sons, 1924.
- Harry Suart Goodhart-Rendel, Vitruvian Nights, Londres, Methuen & Co, 1932.
- Harry Suart Goodhart-Rendel, Fine Art, Oxford, The Clarendon Press, 1934.
- Harry Suart Goodhart-Rendel, Church Decoration, Brighton, Sussex Churches Art Council, 946.
- Harry Suart Goodhart-Rendel, How Architecture is Made, Londres, Glibert Wood, 1947.
- Harry Suart Goodhart-Rendel, Architecture, Engineering, and Sculpture, Newcastle upon Tyne, 1947.
- Harry Suart Goodhart-Rendel, English Architecture since the Regency, Londres, Constable, 1953.
- Harry Suart Goodhart-Rendel, Commonsense Church Planning, Londres, Incorporated Church Building Society, 1947.
- Harry Suart Goodhart-Rendel, The Age of Taste, Regency Society of Brighton and Hove, 1948.
- Harry Suart Goodhart-Rendel, « The Battlefield of Styles », dans One Hundred Years of British Architecture, Londres, RIBA, 1951.